# Саво Вукадиновић Муса
Саво Вукадиновић, звани Муса (1858-1933) био је истакнути српски политичар и ратник, председник туларске општине.

## Биографија
Рођен је 1858. године на Чеву у Црној Гори, од оца Костадина и мајке Савице, у породици Вукотића која је била тазбина црногорског књаза, потом краља Николе Петровића Његоша. Основно образовање стекао је у Црној Гори. Од ране младости се бавио политиком, залагао се за уједињење Црне Горе и Србије. Рано је дошао у сукоб са стрицем војводом Петром Вукотићем, тастом краља Николе.
Из економских разлога и као отворени противник династије Петровић морао је напустити Црну Гору и променити презиме.
Саво Вукадиновић са женом Румицом, сином Петром, ћерком Марицом и браћом Симом и Марком, са пасошем је прешао преко Голије и Јавора у Србију крајем осамдесетих (према неким подацима почетком деведесетих) година 19. века. Зна се да је са породицом најпре био у Крагујевцу, где је неко време боравио у карантину и чекао на „обећану земљу". Потражио је посао у Сењском руднику, где је радио две године. Пошто је добио имање у Новој Тополи, код Лесковца, са породицом је прешао из Крагујевца у ово село, одакле се преселио у Чокотин. Са њим су се у Чокотину населила и браћа Симо и Марко, који је био зет чувеног попа Васа Маговчевића.
Природно обдарен, искусан и цењен политичар, припадник Радикалне странке, Саво се повезао са народним посланицима Јабланице. Уживао је велики углед код суграђана и виших органа власти. Био је 16 година председник Реткоцерске и Туларске општине и једна од најпопуларнијих личности Горње Јабланице. Ниједан политички противник га није победио на изборима. Као председник Туларске општине предузео је низ активности. Његовом заслугом отворена је основна школа у Тулару, која међу првима добија учитеља. Био је велики хуманиста. Помагао је сиромашним породицама и имао око 22 кумства на подручју Горње Јабланице. Успео је да измири завађене познате прваке Баја Спасојевића и Шћепана Радовића. И многе друге завађене породице позивале су га као правичног човека да дели имања и мири завађену браћу. Његова сналажљивост и патриотизам дошли су до изражаја и у балканским и у Првом светском рату.
После Првог светског рата, добио је од државе земљу и кућу у селу Пропаштици, на Косову. И у Пропаштици Саво је помагао насељницима. Његовом заслугом Министарство просвете и вере Краљевине Срба, Хрвата и Словенаца отворило је школу у Пропаштици и поставило учитеља. Умро је 1933. године и сахрањен је у Пропаштици. За собом је оставио следеће наследнике: четири сина и две ћерке, међу којима Петра, капетана I класе и носиоца Карађорђеве звезде, као и друге познате Вукадиновиће.